# Кондрат, Юзеф
Юзеф Кондрат (пол. Józef Kondrat; 3 марта 1902 — 7 августа 1974) — польский актёр театра, кино, радио и телевидения, также певец.

## Биография
Юзеф Кондрат родился в Пшемысле. Дебютировал на сцене в любительских спектаклях в 1922 году в Пшемысле. В 1924 году сдал актёрский экзамен, а затем был актёром театров в разных городах (Львов, Луцк, Люблин, Познань, Варшава, Белосток, Жешув, Быдгощ). Выступал в спектаклях «театра телевидения» в 1959—1969 годах и во многих радиопередачах «Польского радио», пел на радио и на эстраде. Умер в Варшаве. Похоронен на кладбище Воинское Повонзки.
Его брат — актёр Тадеуш Кондрат, племянник — актёр Марек Кондрат.

## Избранная фильмография
- 1933 — Каждому можно любить / Każdemu wolno kochać
- 1933 — История греха / Dzieje grzechu
- 1933 — Двенадцать стульев / Dvanáct křesel / Dwanaście krzeseł
- 1933 — Ханка / Zabawka
- 1935 — Антек-полицмейстер / Antek Policmajster
- 1935 — Люби только меня / Kochaj tylko mnie
- 1936 — Пан Твардовский / Pan Twardowski
- 1936 — Его большая любовь / Jego wielka miłość
- 1936 — Фред осчастливит мир / Fredek uszczęśliwia świat
- 1937 — Женщина и дипломатия, или Варшавский скандал / Dyplomatyczna żona
- 1937 — Три повесы / Trójka hultajska
- 1938 — Королева предместья / Królowa przedmieścia
- 1938 — Страхи / Strachy
- 1939 — Чёрные бриллианты / Czarne diamenty
- 1941 — Возвращение домой / Heimkehr
- 1953 — Дело, которое надо уладить / Sprawa do załatwienia
- 1954 — Под фригийской звездой / Pod gwiazdą frygijską
- 1954 — Валтасаров пир / Uczta Baltazara
- 1958 — Король Матиуш I / Król Maciuś I
- 1958 — Прощания / Pożegnania
- 1962 — Комедианты / Komedianty
- 1962 — Дом без окон / Dom bez okien
- 1962 — Семья Милцареков / Rodzina Milcarków
- 1964 — Прерванный полёт / Przerwany lot
- 1965 — Выстрел / Wystrzał
- 1967 — Отец / Ojciec
- 1970 — Нюрнбергский эпилог / Epilog norymberski

## Признание
- 1970 — Кавалерский крест ордена Возрождения Польши.